# Oranjestad-West
Oranjestad-West – jeden z ośmiu regionów (regio) w północno-zachodniej części kraju autonomicznego Aruba, należącego do Holandii, w Ameryce Południowej. 1 stycznia 2020 r. liczył 13 735 mieszkańców. Pod względem powierzchni jest najmniejszym regionem w kraju.

## Podział administracyjny
W skład regionu wchodzi osiem stref (zone)
- 2.21 Pos Abao/Cunucu Abao
- 2.22 Eagle/Paardenbaai
- 2.23 Madiki Kavel
- 2.24 Madiki/Rancho
- 2.25 Paradijswijk/Santa Helena
- 2.26 Socotoro/Rancho
- 2.27 Ponton
- 2.28 Companashi/Solito

## Demografia
Region liczy 13 735 mieszkańców (1 stycznia 2020), co stanowi 12,7% całej populacji kraju.
| Kobiety | Mężczyźni |
| ------- | --------- |
| 6331    | 7404      |